# Survolaj
Survolaj este o formație românească de muzică rock, înființată în anul 1987 la Timișoara. Formația a fost promotoare a curentului hippie, devenind o trupă cult la începutul anilor '90. În 1992 este lansat primul album, cu numele omonim, înregistrat în doar trei zile.

## Componență
- Daniel-Silvian Petre – voce, muzicuță, blockflöte, kazoo (1987–prezent)
- Zsolt Szabo – chitară (1987–prezent)
- Levente Molnar – baterie (1987–1993, 2007–prezent)
- Ștefan „Pișta” Cifrak – bas (2008–prezent)

### Foști membri
- Cătălin Teodoreanu – bas (1987–2007)
- Florin „Pefi” Pop – baterie (1994–1995)

## Discografie
- Survolaj (album, LP/MC, 1992) (reeditat pe CD în 2007)
- Let Me Fly in Your Hair (album, LP/MC, 1994)
- Străzi bântuite de noapte (compilație, MC, 1996)
- Străzi bântuite de noapte (album, CD, 2009)